# Emanuele Paparo
Emmanuele Paparo (Monteleone di Calabria, 24 dicembre 1778 – Vibo Valentia, 6 settembre 1828) è stato un pittore, architetto e scrittore italiano.

## Biografia
Emmanuele Paparo nacque a Monteleone di Calabria (l'odierna Vibo Valentia) il 24 dicembre del 1778 da Pasquale ed Eufrasia Zecca, pittori per mestiere; apprese i fondamenti dell'arte nella scuola pittorica della sua città natale, fu scolaro di un certo Lorenzo Rubino e, secondo un aneddoto, il maestro vistosi superare ben presto dall'allievo l'avrebbe scacciato per invidia. Quindi si dedicò al proseguimento autonomo degli studi pittorici e letterari. Con l'arrivo dei francesi e l'instaurazione del regno di Gioacchino Murat nel Meridione d'Italia, venne apprezzato per la sua bravura dal generale napoleonico Danzelot, che lo portò con sé a Napoli per fargli proseguire gli studi. Dopo un periodo in quella città si recò a Roma, dove conobbe Vincenzo Camuccini del quale divenne allievo. Nel 1809, nonostante venisse fortemente voluto dalle accademie di Roma e Napoli, tornò nella città natale che ornò con numerose tele e dipinti, in particolar modo il duomo di Santa Maria Maggiore e San Leoluca di cui organizzò il restauro, eseguendo diversi dipinti e disegnando stucchi e bassorilievi (realizzati però dall'artista Fortunato Morani seguendo non i consigli e indicazioni dell'amico Paparo, con i geroglifici come descritti in qualche opuscoletto di poco conto, ma seguendo regole di architettura per come il Morani era a conoscenza in quanto aveva fatto studi nei libri conservati ancora dopo 105 anni in casa Morani a Polistena dal discendente Francesco Morani. Nen duomo di Santa Maria Maggiore e San Leoluca non esistono solo, torno a dire i geloglifici ma si conservano ancora tutti i tondi dei Profeti, gli antari laterali delle navate, gli,altorilievi rettangolari del Cristo con i fanciulli e altri quattro o più altorilievi pertfino quelli in fondo alla porta di entrata. Di tutto questo che dico ripeto si conservano ancora i disegni degli altari riprodotti da Fortunato, riprodotti nello stesso anno nella  Chiesa dei Domenicani di Taurianova oggi Chiesa del Rosario lavori questi eseguiti l'anno 1818, la mia modifica è avallata dai disegni e dalla riproduzione fatta in seguito dai figli di Fortunato, Francesco nato nel 1804  e Giovanni, e poi dai nipoti Fortunato nato nel 1828 e Vincenzo che fecero lavori lin altre chiese dei paesi del circondario a Polistena. Un'altra chiesa ad essere restaurata in quel periodo fu quella di Santa Maria del Soccorso (costruita nella seconda metà del XVI secolo) demolita dopo il terremoto del 1905 per non restaurarla.
Organizzò i funerali della regina consorte di Napoli e Sicilia Maria Carolina d'Austria nel 1815 e poi del marito Ferdinando I, realizzandone anche monumenti funebri. 
Il 16 maggio 1818 prese i voti nel convento domenicano di Monteleone, continuando senza interruzione la sua attività di pittore.  
Nel 1821, restando vacante il posto di maestro del Real Collegio Vibonese, ne prese l'incarico. 
Sul finire di luglio del 1828 si ammalò di un tumore; inizialmente proseguì nel suo mestiere ma in seguito fu costretto a rimanere a letto dove morì il 6 settembre del 1828 alle ore 12:30. 
(Federico Tarallo, biografia dell'artista)
Le sue pitture, riprese da pittori e scuole famose, modificandone gli schemi, si fanno apprezzare soprattutto per la sensibilità cromatica dal quale rimasero estranei i pittori del suo tempo, lo scopo della sua arte è etico, insegnare attraverso il patetico e sublime, elemento tipico del Neoclassicismo fatto proprio da Paparo. Nonostante vi fossero riferimenti in biografie e testi, a varie opere di tema mitologico e ritrattistico, conosciamo di lui solo le opere a carattere sacro, eccetto un suo autoritratto del 1815 e un piccolo ritratto di un suo conterraneo.

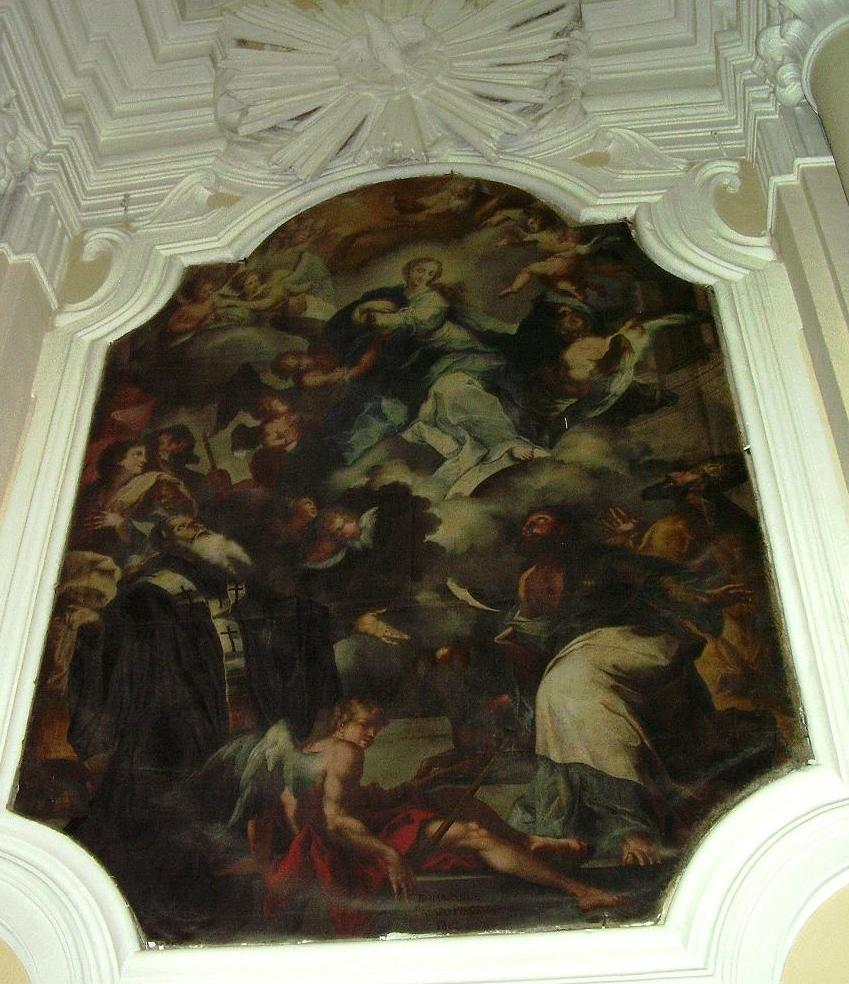

## Opere letterarie
La sua attività non fu solo pittorica ma anche letteraria: scrisse opere in 21 volumetti di prose e versi e circa 70 orazioni sacre e dissertazioni accademiche. Le sue opere più famose sono "Viaggio pittorico", pubblicato postumo dal conte Vito Capialbi, suo amico e concittadino, e il poemetto "Il Romitaggio". 
son moleste al mio core;
m'è grato lo spettacolo,
della bella natura,
od'un tenero amore.
Non dell'amore che nasce

fra due diversi oggetti;
parlo dell'amicizia
che vegeta e si pasce
di purissimi affetti»
(Emmanuele Paparo, Romitaggio)